# Reinhardt
Reinhardt ist ein männlicher Vorname und Familienname.

## Herkunft und Bedeutung
Der Name ist eine Variation des Namens Reinhard.
Reinhardt steht für
- Kämmer & Reinhardt, 1895 in Waltershausen (Thüringen) gegründete Puppen- und Spielzeugfabrik
- Seyfarth & Reinhardt, 1922 in Thüringen gegründete Puppenmanufaktur mit Sitz in Waltershausen

## Verbreitung
Der Name wird heutzutage in Deutschland hin und wieder bei der Namenswahl berücksichtigt. Von 2010 bis 2023 wurde er etwa 30 Mal vergeben. In der Schweiz tragen 17 Personen den Namen (Stand 2023). Der Name wird in Österreich seit 1988 sporadisch vergeben, und zwar sieben Mal. In den nordischen Ländern Dänemark, Norwegen und Schweden kommt der Name eher selten in der Namensgebung vor. In den USA tauchte der Name von 1930 bis Mitte der 1950er Jahre immer wieder in den Hitlisten auf, danach wurde er kaum noch gewählt. Seit 2017 ist er hingegen wieder jährlich in den Vornamenscharts anzutreffen. Seine Vergabe ist auch in Kanada nachgewiesen.

## Namensträger

### Vorname
- Reinhardt Friese (* 1968), deutscher Theaterregisseur und Autor
- Theodor Reinhardt von Gimborn (1840–1916), deutscher Ingenieur und Industrieller
- Reinhardt Jünemann (1936–2024), deutscher Logistikwissenschaftler
- Reinhardt Kiehl (* 1935), deutscher Mathematiker und Hochschullehrer
- Reinhardt Kristensen (* 1948), dänischer Biologe

### Familienname

#### A
- Ad Reinhardt (1913–1967), US-amerikanischer Maler
- Adolf Reinhardt (1902–1990), deutscher Fußball-Schiedsrichter
- Albert Reinhardt (Albert Leonhard Reinhardt; 1894–1949), Schweizer Maler
- Albrecht Reinhardt (* 1944), deutscher Fernsehjournalist
- Alfred Reinhardt (* 1928), deutscher Fußballspieler
- Alfred-Hermann Reinhardt (1897–1973), deutscher Generalleutnant
- Alois Reinhardt (* 1961), deutscher Fußballspieler
- Althea Reinhardt (* 1996), dänische Handballspielerin
- Andreas Reinhardt (Bühnenbildner) (1937–2007), deutscher Bühnen- und Kostümbildner
- Andreas Reinhardt (Journalist) (* 1951), deutscher Journalist
- Arthur Reinhardt (1893–1973), deutscher Schauspieler
- August von Reinhardt (1827–1907), deutscher Generalmajor und Freimaurer
- August Reinhardt (1831–1915), deutscher Maler

#### B
- Babik Reinhardt (1944–2001), französischer Jazzgitarrist
- Bastian Reinhardt (* 1975), deutscher Fußballspieler und -funktionär
- Benno Reinhardt (1819–1852), deutscher Anatom
- Bernhard Friedrich Reinhardt (1785–1826), württembergischer Oberamtmann
- Björn Reinhardt (* 1963), deutscher Dokumentarfilmregisseur
- Burt Reinhardt (1920–2011), US-amerikanischer Journalist

#### C
- Carl Reinhardt (1818–1877), deutscher Schriftsteller, Maler, Zeichner und Karikaturist
- Carl Gottlieb Reinhardt (um 1785–um 1850), deutscher Modelleur, Pastenmacher, Medailleur und Hofbau-Depot-Verwalter in Berlin
- Carsten Reinhardt (* 1966), deutscher Wissenschaftshistoriker
- Charima Reinhardt (* 1958), deutsche Journalistin und Ministerialbeamtin
- Charlotte Reinhardt (* 1993), deutsche Ruderin
- Christian Reinhardt (Landrat) (gestorben 1710), sachsen-merseburgischer Landrat
- Christian Reinhardt (Mediziner) (* 1976), deutscher Mediziner, Krebsforscher
- Christian Reinhardt (Filmeditor), Filmeditor
- Christina Reinhardt (* 1968), deutsche Lehrbeauftragte und Universitätskanzlerin
- Christopher Reinhardt (Schauspieler) (* 1989), deutscher Schauspieler
- Christopher Reinhardt (Ruderer) (* 1997), deutscher Ruderer
- Clarissa von Reinhardt (* 1965), deutsche Hundetrainerin, Autorin und Verlegerin
- Claudia Reinhardt (* 1964), deutsche Fotografin und Künstlerin
- Cole Reinhardt (* 2000), kanadischer Eishockeyspieler
- Corinna Reinhardt (* 1986), deutsche Klassische Archäologin und Hochschullehrerin

#### D
- Daniel Reinhardt (* 1986), deutscher Politiker (Die Linke)
- David Reinhardt (* 1986), französischer Jazzgitarrist
- Daweli Reinhardt (1932–2016), deutscher Jazzgitarrist
- Delia Reinhardt (Sängerin) (1892–1974), deutsche Sängerin (Sopran)
- Delia Reinhardt (Wasserspringerin) (* 1947), deutsche Wasserspringerin
- Dirk Reinhardt (Autor) (* 1963), deutscher Kinder- und Jugendbuchautor
- Dirk Reinhardt (Mediziner) (* 1965), deutscher Mediziner und Hochschullehrer
- Django Reinhardt (1910–1953), belgischer Jazzgitarrist, Komponist und Bandleader
- Django Heinrich Reinhardt (* 1962), deutscher Jazzsänger und -gitarrist
- Dominik Reinhardt (* 1984), deutscher Fußballspieler
- Dotschy Reinhardt (* 1975), deutsche Musikerin und Autorin
- Doug Reinhardt (* 1985), US-amerikanischer Baseballspieler

#### E
- Eberhard Ernst Reinhardt (1908–1977), Schweizer Jurist und Bankmanager
- Edgar Reinhardt (1914–1985), deutscher Feldhandballspieler
- Elisabeth Reinhardt (* 1937), deutsche Historikerin und Hochschullehrerin für Mittelalterliche Theologiegeschichte
- Elizabeth Reinhardt (1909–1954), US-amerikanische Schriftstellerin
- Emil Reinhardt (1868–nach 1935), deutscher Historiker
- Emil F. Reinhardt (1888–1969), US-amerikanischer General
- Erich Reinhardt (1897–1968), deutscher Politiker (SPD), Mitglied des Abgeordnetenhauses von Berlin
- Erika Reinhardt (* 1932), deutsche Politikerin
- Ernie Reinhardt, bekannt als Lilo Wanders (* 1955), deutscher Schauspieler und Travestiekünstler
- Ernst Reinhardt (General) (Ernst Friedrich Reinhardt; 1870–1939), deutscher Generalleutnant
- Ernst Reinhardt, Pseudonym von Alexander Abusch (1902–1982), deutscher Journalist, Schriftsteller und Politiker
- Ernst Reinhardt (Publizist) (* 1932), Schweizer Verleger, Publizist und Herausgeber
- Erwin Reinhardt (1914–?), deutscher Fußballspieler

#### F
- Fabio Reinhardt (* 1980), deutscher Politiker (Piratenpartei)
- Ferdinand Reinhardt (1882–1948), österreichischer Politiker
- Florian Reinhardt (* 1988), deutscher Basketballspieler
- Frank Reinhardt (Leichtathlet), deutscher Leichtathletik-Trainer
- Franz Reinhardt (Maler) (1881–1946), deutscher Maler
- Franz Reinhardt (1921–2006), deutscher Jazzmusiker und Komponist, siehe Schnuckenack Reinhardt
- Franz Joachim von Reinhardt (1742–1809), deutscher Generalleutnant
- Frederick Reinhardt (1911–1971), US-amerikanischer Diplomat
- Friederike Reinhardt (1770–1843), deutsche Schriftstellerin
- Friedrich Reinhardt (Ingenieur) (1850–?), deutscher Ingenieur und Bauunternehmer
- Friedrich Reinhardt (1866–1949), Schweizer Druckereiunternehmer und Verleger
- Friedrich Christian Reinhardt (1728–1795), kurfürstlich-sächsischer Akziserat und Bürgermeister der Stadt Langensalza
- Fritz Reinhardt (General) (1891–1944), deutscher Generalmajor
- Fritz Reinhardt (Staatssekretär) (1895–1969), deutscher Politiker (NSDAP)
- Fritz Reinhardt (SS-Mitglied) (1898–1965), deutscher SS-Funktionär

#### G
- Geisela Reinhardt (* 1964), französischer Jazzgitarrist
- Georg Reinhardt (1943–2021), deutscher Kunsthistoriker und Kurator
- Georg-Hans Reinhardt (1887–1963), deutscher Generaloberst
- Georg Friedrich Louis Reinhardt (1819–1905), deutscher Maler
- Georgine Reinhardt (1807–1884), deutsche Theaterschauspielerin
- Gerhard Reinhardt (1916–1989), deutscher Politiker (SED)
- Gerry Reinhardt (* 1971), Schweizer Hörfunkmoderator
- Gottfried Reinhardt (1913–1994), österreichisch-amerikanischer Filmproduzent und Regisseur
- Gudrun Reinhardt (* 1939), deutsche Politikerin (CDU)
- Günther Reinhardt (1933–2020), deutscher Rechtsmediziner, Psychiater und ehemaliger Hochschullehrer
- Gustav Reinhardt (* 1950), deutsch-österreichischer Bildhauer

#### H
- Hank Reinhardt (1934–2007), US-amerikanischer Waffenhistoriker
- Hanns Reinhardt (1912–nach 1977), deutscher Journalist und Auslandskorrespondent
- Hans Reinhardt (Kapellmeister) (1902–1973), österreichischer Kapellmeister, Organist, Dirigent und Komponist
- Hans Reinhardt (Kunsthistoriker) (1902–1984), Schweizer Kunsthistoriker
- Hans Reinhardt (Politiker) (1920–1998), deutscher Politiker (SPD)
- Hans Schimpf-Reinhardt (1952–2017), deutscher Archivar und Historiker
- Hans Karl von Reinhard (1904–1949), deutscher Kommunalpolitiker
- Hans-Wolf Reinhardt (* 1939), deutscher Bauingenieur
- Hedwig Reinhardt (1906–2008), deutschamerikanische Ökonomin
- Heiner Reinhardt (* 1952), deutscher Jazz- und Improvisationsmusiker
- Heinrich Reinhardt (Komponist) (1865–1922), österreichischer Komponist
- Heinrich Reinhardt (Architekt, 1868) (1868–1947), deutscher Architekt
- Heinrich Reinhardt (Architekt, 1883) (1883–1972), deutscher Architekt
- Heinrich Reinhardt (Politiker) (1894–1959), deutscher Politiker (NSDAP)
- Heinrich Reinhardt (Schachspieler) (1903–1990), deutsch-argentinischer Schachspieler
- Heinrich Reinhardt (Philosoph) (* 1947), deutscher Philosoph
- Heinrich J. F. Reinhardt (1942–2020), deutscher Kirchenrechtler
- Hellmuth Reinhardt (1900–1989), deutscher Generalmajor Wehrmacht und der Bundeswehr
- Helmut Reinhardt (Musiker) (1920–2006), deutscher Musiker
- Helmut Reinhardt (Politiker) (1921–2000), deutscher Politiker (CDU)
- Helmut Reinhardt (Journalist) (1947–2024), deutscher Journalist
- Hermann Reinhardt (Beamter) (1898–1972), deutscher Beamter
- Hermann Eduard Reinhardt (Hermann Reiser; 1801–1884), deutscher Schauspieler und Theaterregisseur
- Hildegard Reinhardt (* 1942), deutsche Übersetzerin und Kunsthistorikerin
- Holger Reinhardt (* 1960), deutscher Steinmetz, Restaurator, Denkmalpfleger, Landeskonservator
- Hugo Reinhardt, deutscher theoretischer Physiker

#### I
- Ilka Reinhardt (* 1966), deutsche Biologin und Wolfsexpertin
- Ilsa Reinhardt (1911–2010), deutsche Politikerin (DP, CDU)
- Isabella Müller-Reinhardt (* 1974), deutsche Fernsehmoderatorin
- Ismael Reinhardt (* 1976), deutscher Jazz-Musiker, Sänger, Gitarrist und Komponist

#### J
- Joachim Reinhardt (1952–2016), deutscher theoretischer Physiker
- Johann Franz Reinhardt (um 1713–1761), österreichischer Violinist
- Johann Friedrich Reinhardt (1648–1721), deutscher Jurist
- Johann Georg Reinhardt (1676/1677–1742), österreichischer Komponist und Organist
- Johann Georg Martin Reinhardt (1794–1872), deutscher Landrat
- Johann Jacob Reinhardt (um 1556–1609), deutscher Jurist und Hochschullehrer
- Johann Jakob Reinhardt (1835–1901), deutscher Maler
- Johann Wilhelm Reinhardt (Kammerdirektor) (1627–1703), deutscher Rittergutsbesitzer und Kammerdirektor
- Johann Wilhelm Reinhardt (Politiker) (1752–1826), deutscher Unternehmer und Politiker
- Johannes Reinhardt (Bankmanager) (1895–1945), deutscher Bankmanager
- Johannes Christopher Hagemann Reinhardt (1776–1845), dänischer Zoologe
- Johannes Theodor Reinhardt (1816–1882), dänischer Zoologe
- John Reinhardt (1901–1953), US-amerikanischer Regisseur, Schauspieler und Drehbuchautor österreichischer Herkunft
- Jonas Reinhardt (* 1998), deutscher Volleyball- und Beachvolleyballspieler
- Jörg Reinhardt (* 1956), deutscher Manager
- Josef Reinhardt (1927–1994), deutscher Sinto-Violinist, Überlebender der Sinti-Darsteller in Tiefland (Film)
- Josef Reinhardt (* 1949), deutscher Sinto-Jazzgeiger, siehe Zipflo Reinhardt
- Joseph Reinhardt (1912–1982), französischer Musiker
- Julius Reinhardt (* 1988), deutscher Fußballspieler
- Jürgen Reinhardt (* 1950), deutscher Heimatforscher

#### K
- Karl Reinhardt (Schulreformer) (1849–1923), deutscher Lehrer und Schulreformer
- Karl von Reinhardt (1853–1914), deutscher Generalleutnant
- Karl Reinhardt (Ingenieur) (1866–1941), deutscher Ingenieur und VDI-Vorsitzender
- Karl Reinhardt (Philologe) (1886–1958), deutscher Altphilologe
- Karl Reinhardt (Mathematiker) (1895–1941), deutscher Mathematiker
- Karl Reinhardt (Bobfahrer), deutscher Bobsportler
- Karl Reinhardt (Politiker) (1905–1968), deutscher Landwirt und Politiker (NSDAP)
- Karl Heinz Reinhardt (1943–2021), deutscher Geographiedidaktiker
- Käthe Reinhardt (1896–1987), deutsche Unternehmerin und Aktivistin der Lesbenbewegung
- Kathleen Reinhardt, deutsche Kunsthistorikerin und Kuratorin
- Kirsten Reinhardt (* 1977), deutsche Kinderbuchautorin und Journalistin
- Klaus Reinhardt (Theologe) (1935–2014), deutscher Theologe
- Klaus Reinhardt (General) (1941–2021), deutscher General
- Klaus Reinhardt (Mediziner) (* 1960), deutscher Mediziner
- Knut Reinhardt (* 1968), deutscher Fußballspieler
- Kurt F. Reinhardt (1896–1983), US-amerikanischer Germanist, Philosoph und Lehrer

#### L
- Louis Reinhardt (Maler), (1849–1870)
- Louis Reinhardt (Siedler), Siedler von Bettina (Texas)
- Lousson Baumgartner-Reinhardt (1929–1992), französischer Jazzgitarrist
- Ludwig Reinhardt (1864–1921), Schweizer Arzt und naturwissenschaftlicher Schriftsteller
- Luise Reinhardt (1807–1878), deutsche Schriftstellerin
- Lulo Reinhardt (* 1961), deutscher Jazzgitarrist
- Lulu Reinhardt (1951–2014), französischer Jazzgitarrist

#### M
- Mandino Reinhardt (* 1956), französischer Jazzmusiker
- Marc Reinhardt (* 1978), deutscher Politiker (CDU)
- Marion Reinhardt (* 1963), deutsche freie Journalistin, Buchautorin
- Markus Reinhardt, deutscher Musiker
- Mathis Reinhardt (* 1978), deutscher Schauspieler
- Mats Reinhardt (* 1964), deutscher Schauspieler
- Max Reinhardt (1873–1943), österreichischer Regisseur
- Max Reinhardt (Verleger) (1915–2002), britischer Verleger
- Michael Reinhardt (* 1961), deutscher Rechtswissenschaftler und Hochschullehrer
- Mike Reinhardt (* 1977), französischer Jazzmusiker
- Mimi Reinhardt (1915–2022), österreichische Sekretärin Oskar Schindlers

#### N
- Nicole Reinhardt (Historikerin) (* 1966), deutsche Neuzeithistorikerin
- Nicole Reinhardt (Model) (* 1969), deutsches Fotomodell
- Nicole Reinhardt (Kanutin) (* 1986), deutsche Kanutin
- Nils Reinhardt, deutscher Filmproduzent
- Noé Reinhardt (* 1979), französischer Jazzmusiker
- Nora Reinhardt (* 1982), deutsche Journalistin und Autorin
- Norman Reinhardt, US-amerikanischer Opernsänger (Tenor)

#### O
- Otfried Reinhardt (1927–2006), deutscher Politiker (SPD)
- Otto Reinhardt (1826–1915), deutscher Jurist und Politiker, MdR
- Otto Reinhardt (Malakologe) (1838–1924), deutscher Weichtierkundler

#### P
- Pascal Reinhardt (Musikproduzent), deutscher Musikproduzent, Songwriter und Multiinstrumentalist
- Pascal Reinhardt (Fußballspieler) (* 1992), deutscher Fußballspieler
- Paul Reinhardt (* 1985), deutscher Architekt
- Peter Reinhardt (* 1950), deutscher Schauspieler und Synchronsprecher
- Philippe Reinhardt (* 1981), Schweizer Schauspieler

#### R
- Ralf Reinhardt (* 1976), deutscher Jurist und Politiker
- Ray Reinhardt (* 1930), US-amerikanischer Schauspieler
- René Reinhardt (* 1966), deutscher Schauspieler und Regisseur
- Richard Reinhardt (Übersetzer) (1820–1898), deutscher Übersetzer und Sprachlehrer
- Richard Reinhardt (Tiermediziner) (1874–1967), deutscher Veterinärmediziner
- Richard Reinhardt, bekannt als Richie Ramone (* 1957), US-amerikanischer Schlagzeuger
- Robert von Reinhardt (1843–1914), deutscher Architekt
- Robert Reinhardt (1870–1953), deutscher Maler und Kunstpädagoge
- Rolf Reinhardt (1927–2006), deutscher Pianist, Dirigent und Hochschullehrer
- Rüdiger Reinhardt (* 1960), deutscher Psychologe und Autor
- Rudolf Reinhardt (Jurist) (1902–1976), deutscher Rechtswissenschaftler
- Rudolf Reinhardt (Journalist) (1914–2004), deutscher Journalist
- Rudolf Reinhardt (Theologe) (1928–2007), deutscher Theologe und Kirchenhistoriker
- Rudolf Reinhardt (Schauspieler) (1928–2021), deutscher Schauspieler
- Rudolf Reinhardt (Musiker) (* 1932), Schweizer Musiker
- Ruth Reinhardt (* 1988), deutsche Dirigentin

#### S
- Schnuckenack Reinhardt (1921–2006), Sinto-Jazzmusiker und Komponist
- Sebastian Carl Christoph Reinhardt (1738–1827), deutscher Maler
- Stephan Reinhardt (Literaturkritiker) (* 1940), deutscher Literaturkritiker und Essayist
- Stephan Reinhardt (Rechtsanwalt) (* 1966), Schweizer Rechtsanwalt
- Sibylle Reinhardt (* 1941), deutsche Politikdidaktikerin
- Sybille Reinhardt (* 1957), deutsche Ruderin

#### T
- Ted Reinhardt (um 1952–2015), US-amerikanischer Schlagzeuger
- Theo Reinhardt (* 1990), deutscher Radrennfahrer
- Theodor Reinhardt (1795–?), deutscher Altphilologe
- Thilo Reinhardt (* 1966), deutscher Opernregisseur
- Thomas  Reinhardt (Journalist) (* 1956), deutscher Journalist, Fotograf und Sachbuchautor
- Thomas Reinhardt (Politiker) (1958–2019), deutscher Politiker (CDU), Landrat des Kreises Heidenheim
- Thomas Reinhardt (Ethnologe) (* 1964), deutscher Ethnologe
- Tobias Reinhardt (* 1971), britischer Altphilologe deutscher Herkunft

#### U
- Udo Reinhardt (* 1942), deutscher Klassischer Philologe
- Ulrich Reinhardt (Architekt) (1907–1998), deutscher Architekt
- Ulrich Reinhardt (* 1970), deutscher Zukunftswissenschaftler
- Urs C. Reinhardt (1931–2015), Schweizer Journalist und Politiker (CVP)
- Ursula Reinhardt-Kiss (* 1938), deutsche Sängerin (Sopran)
- Uta Reinhardt (Archivarin) (* 1943), deutsche Historikerin und Archivarin am Stadtarchiv Lüneburg
- Uta Reinhardt (Malerin) (* 1966), deutsche Malerin
- Uwe Reinhardt (Politiker) (* 1940), deutscher Politiker, Staatssekretär in Niedersachsen
- Uwe E. Reinhardt (1937–2017), deutschamerikanischer Gesundheitsökonom
- Uwe J. Reinhardt (* 1962), deutscher Kulturwissenschaftler, Journalist und Ausstellungsmacher

#### V
- Volker Reinhardt (Historiker) (* 1954), deutscher Historiker
- Volker Reinhardt (Sozialwissenschaftler) (* 1968), deutscher Sozial- und Politikwissenschaftler

#### W
- Waldemar Reinhardt (Historiker) (1928–2008), deutscher Landeshistoriker, Archäologe und Museumsleiter
- Waldemar Reinhardt (Maler) (1930–2014), deutscher Ikonenmaler
- Walter Reinhardt (Maler) (1932–2011), deutscher Maler und Gastronom
- Walter Reinhardt Sombre (um 1725–1778), Söldner und Abenteurer in Indien
- Walther Reinhardt (1872–1930), deutscher General und Politiker
- Walther Reinhardt (Diplomat) (1887–1945), deutscher Diplomat, Schriftsteller und Offizier
- Wilhelm Reinhardt (Maler) (1815–1881), deutscher Maler und Grafiker
- Wilhelm Reinhardt (Unternehmer) († 1981), deutscher Unternehmensgründer
- Wilhelm Reinhardt (Basketballspieler) (* 1970), deutscher Basketballspieler
- Wolfgang Reinhardt (Produzent) (1908–1979), österreichischer Filmproduzent
- Wolfgang Reinhardt (Leichtathlet, 1943) (1943–2011), deutscher Stabhochspringer
- Wolfgang Reinhardt (Leichtathlet, 1952) (* 1952), deutscher Stabhochspringer

#### Z
- Zipflo Reinhardt (Josef Reinhardt; * 1949), deutscher Sinto-Jazzgeiger

## Sonstiges
- Aktion Reinhardt, Völkermord an Juden und Roma im Generalgouvernement zur NS-Zeit
- Museum Walter Reinhardt, Hannover
- Reinhardt-Gebiet, mathematischer Begriff der Funktionentheorie
- Reinhardtsdorf-Schöna, Gemeinde in Sachsen bei Bad Schandau
- Reinhardtsgrimma, Gemeinde im Landkreis Sächsische Schweiz-Osterzgebirge
- Max Reinhardt Seminar, Institut für Schauspiel und Schauspielregie in Wien
- Prix Django Reinhardt, Preis für den französischen Jazzmusiker des Jahres
- Ernst Reinhardt Verlag
- Mount Reinhardt, Berg in der Ross Dependency, Antarktika